# Oxyethira forcipata
Oxyethira forcipata är en nattsländeart som beskrevs av Martin E. Mosely 1934. Oxyethira forcipata ingår i släktet Oxyethira och familjen smånattsländor. Inga underarter finns listade i Catalogue of Life.